# Anny Cortés
Anny Lorena Cortés Ortiz (4 de enero de 1990) es una deportista colombiana que compitió en judo. Ganó tres medallas en el Campeonato Panamericano de Judo entre los años 2009 y 2012.

## Palmarés internacional
| Campeonato Panamericano | Campeonato Panamericano  | Campeonato Panamericano | Campeonato Panamericano |
| Año                     | Lugar                    | Medalla                 | Categoría               |
| ----------------------- | ------------------------ | ----------------------- | ----------------------- |
| 2009                    | Buenos Aires (Argentina) | Medalla de plata        | –78 kg                  |
| 2011                    | Guadalajara (México)     | Medalla de bronce       | –78 kg                  |
| 2012                    | Montreal (Canadá)        | Medalla de bronce       | –78 kg                  |